# Klaus Küspert
Klaus Küspert (* 2. Dezember 1955 in Wiesbaden) ist Inhaber des Lehrstuhls für Datenbanken und Informationssysteme an der Friedrich-Schiller-Universität zu Jena.

## Leben
Er erhielt sein Abitur 1974 in Idstein im Taunus, absolvierte seinen Militärdienst und begann sofort ein Studium der Informatik mit dem Nebenfach Betriebliche Anwendungen an der Technischen Hochschule Darmstadt, das er 1980 mit einem Diplom abschloss.
In den folgenden vier Jahren promovierte er als wissenschaftlicher Mitarbeiter in der Arbeitsgruppe Datenverwaltungssysteme am Fachbereich Informatik der Universität Kaiserslautern.
Von 1985 bis 1994 war er Mitarbeiter am Wissenschaftlichen Zentrum der IBM in Heidelberg in der Abteilung Advanced Information Management, deren Leitung er 1990 übernahm. Ab demselben Jahr übernahm er Lehraufträge für die Universitäten in Mannheim, Chemnitz und Jena. Ab 1992 leitete er das Institut für Datenbanken und Software-Engineering, wurde aber 1995 nach Jena gerufen, wo er den Lehrstuhl für Datenbanken und Informationssysteme erhielt.

## Forschung
Klaus Küspert erforschte das Partitionieren von Datenbanktabellen und die Archivierung in Datenbanksystemen. Aktueller Forschungsschwerpunkt ist das Autonomic Database Performance Tuning.

## Privates
Heute wohnt Klaus Küspert mit zwei seiner drei Kinder im Baden-Württembergischen St. Leon-Rot.

## Auszeichnungen
- Lehrpreis 2009 der Universität Jena[1]
- Unicum-Professor des Jahres 2008, Kategorie Ingenieurwissenschaften/Informatik[2]
- IBM Faculty Award 2008[3]
- IBM Shared University Research Grant 2007[4]
- IBM Faculty Award 2006[5]
- Ernennung zum Fellow der Gesellschaft für Informatik 2004[6]
- Ernennung zum Professor des Jahres 2008 für Ingenieurwissenschaften/Informatik